# Sœurs Agazzi
Pour les articles homonymes, voir Agazzi.
 (décembre 2017).
Si vous disposez d'ouvrages ou d'articles de référence ou si vous connaissez des sites web de qualité traitant du thème abordé ici, merci de compléter l'article en donnant les références utiles à sa vérifiabilité et en les liant à la section « Notes et références ».
Les sœurs Agazzi : Rosa Agazzi, née le 26 mars 1866 à Volongo, dans la province de Crémone, en Lombardie et morte dans la même ville le 9 janvier 1951, et Carolina Agazzi, née en 1870 à Volongo et morte dans la même ville en 1945, sont deux enseignantes italiennes qui ont eu un rôle précurseur dans le domaine de l'éducation de la petite enfance en Italie.

## Biographie
Les sœurs Agazzi fondent une école maternelle pour les enfants pauvres, près de Brescia, mettant l'accent sur l'atmosphère affective dans laquelle a lieu l'éducation des enfants. Il s'agit d'une approche née d'une critique de la méthode Fröbel, tout en reprenant certains éléments de celle-ci.

## Méthode pédagogique
La méthode des sœurs Agazzi est comparée à celle de Montessori. Elle fut développée au XIXe siècle, et elle lui est antérieure.
Cette méthode est basée sur le respect de la liberté et de la spontanéité des enfants, au moyen de travaux réalisés de façon indépendante et d'une présentation des contenus à travers des activités récréatives. Si on la compare avec la méthode Montessori, elle n'utilise pas de matériel perfectionné, mais des matériaux de récupération, plus en relation avec les origines modestes des enfants auxquels elle s'adressait originellement. Les sœurs Agazzi critiquaient le matériel Montessori pour son caractère artificiel, elles préféraient l'expérience directe.
La méthode Agazzi a influencé l'éducation des enfants en Italie. Selon les données du ministère italien de l'Éducation[réf. nécessaire], en 1948, 74 % des enfants de l'école italienne la suivaient.
La technique des sœurs Agazzi est basée sur trois points principaux : une éducation sensorielle, fondée sur le travail des couleurs, des matériaux et des formes des objets ; une éducation intellectuelle, fondée sur l'exploration du monde et la perception naturelle des concepts ; une éducation morale, réprouvant l'agressivité et incluant la pratique de la religion et l'éducation physique.
Pour les sœurs Agazzi, l’enfant n’est pas spectateur de sa vie, il ne doit pas se laisser guider mais devenir acteur de ses propres actes. L’enfant ne suit plus les avis et les choix des professeurs : ce sera à lui de décider en ce qui concerne les activités ou le domaine personnel.[réf. nécessaire] Rosa et Carolina Agazzi considèrent que l'apprentissage de l’enfant se fait à partir de son expérience personnelle ; en se basant sur ce principe, elles veulent créer dans l’école une atmosphère familiale en lien avec la famille de l'enfant.[réf. nécessaire]
Afin de laisser de l'espace aux enfants, l’enseignant intervient seulement en cas de difficulté majeure dans la réalisation d’une tâche.
Selon des spécialistes, le rôle des sœurs Agazzi dans les méthodes d'éducation est minimisé. Daniel Hameline interroge : « Montessori n'a-t-elle pas assis sa réputation en gommant le rôle des sœurs Agazzi, en réécrivant à son seul profit l'histoire des premières case dei bambini romaines, et en verrouillant un mouvement à sa dévotion ? ».

## Création de l'école maternelle
Encouragées pas Pietro Pasquali (it), elles fondent en 1895, près de Brescia, la première école maternelle.
Cette nouvelle institution veut s’inspirer de l’ambiance familiale, en restant dans un cadre structuré et harmonieux, où l’on souhaite que les professeurs et autres adultes aident les enfants. Dans ce nouveau lieu, enfants comme adultes agissent, parlent et vivent comme s’ils étaient chez eux, c’est-à-dire en montrant du respect pour chacun, de la bienveillance, mais aussi avoir une mentalité de groupe pour ne pas penser égoïstement puisque l’entraide est l'un des facteurs de création de cette école.
Les sœurs Agazzi proposent de transformer l'école afin de la rendre plus adaptée aux enfants. L'enfant vit dans un environnement qui stimule sa créativité et son dialogue avec l'adulte.
Cette école maternelle privilégie les exercices de la vie pratique : les chants, les exercices de décoration basiques, les activités manuelles, le jardinage, la vie avec les animaux, mais aussi le dessin spontané (on peut aussi parler d’éducation esthétique). Elle laisse place à leur imagination : les enfants peuvent créer leurs propres expériences pour raconter à autrui ce qu’ils pensent du monde qui les entoure. Cette méthode prend pour matériaux des instruments variés et parfois originaux ; l'apprentissage se fait à partir d’objets de leur vie courante (à la différence de la méthode Montessori).
Cette école donne un rôle important au jardinage. Rosa Agazzi insiste sur le fait qu’il faut garder cette discipline en école maternelle : cela occupe les enfants agréablement, par un travail en plein air, non enfermé dans une salle ; ce travail est utile : après les plantations du début d’année, les enfants pourront constater le fruit de leur travail. Le jardinage permet aussi, selon Rosa Agazzi, de les instruire sur le cycle des saisons, les met en rapport avec le cycle naturel, les plantes cultivées et leur donne le sens de la propreté et des responsabilités.

### L’école maternelle, communauté de type familial
Les asili comme école maternelle sont des bâtiments importants, bien aérés et lumineux, dans lesquels les enfants se racontent leur journée : ils alternent entre les activités libres (chant, jardinage…) et les jeux.
Dans les asili et dans l’école maternelle, l'aménagement est particulier : petites chaises, tableaux aux murs, fleurs, petites tables adaptées à la hauteur des enfants.
Les enfants utilisent l’entraide dans toutes les tâches.
L'enseignant doit être une personne observatrice, toujours prête, au moment opportun, à favoriser le développement des enfants, et à susciter leur intérêt pour de nouvelles choses, tout en participant à leurs jeux.
L'atmosphère ambiante est un enjeu fondamental de la méthode Agazzi, non seulement parce que cela constitue l’espace matériel proportionné aux exigences de mouvement des enfants, mais surtout parce qu’elle exprime la personnalité et le monde intérieur du professeur. Elle répond aux besoins d’affection et de simplicité des enfants, dans l’atmosphère sereine d’une communauté familière.

### La méthode des sœurs Agazzi
La méthode des sœurs Agazzi n’est pas un système de procédés didactiques. Elle observe les enfants dans leurs pratiques éducatives personnelles. Le professeur doit construire sa propre méthode, jour après jour, à travers l’expérience vivante.
Parfois, on ne parle pas de « méthodes » des sœurs Agazzi, mais d’expériences didactiques. Si on parle de méthode, il faut parler d’une méthode de recherche, c’est-à-dire qui n’impose pas de procédés rigoureux.
Les sœurs Agazzi évitent aux enfants une vie sédentaire : il faut rester au minimum enfermé dans une salle (prières, réceptions, chants) et il est préférable de profiter des activités en plein air (jardinage, jeux extérieurs…).

## La didactique en action
À la différence de Maria Montessori, Rosa et Carolina considèrent le langage comme un « pouvoir expressif ». L’activité, qui entre en communication avec l'apprentissage de l'enfant, doit être comme une activité créatrice (la manifestation des besoins et l’expression des sentiments). L’enfant développe cette créativité spontanément, en lien avec l'apprentissage concret de connaissances et avec les actions qu’il accomplit.
Pour ce qui est de l’enseignement de la langue, les deux sœurs imaginent un moyen pratique : étiqueter, avec divers symboles, les objets uniques qui constituent le trousseau de chaque enfant. Ainsi, lorsque les enfants répètent les noms des objets représentés par les symboles, ils les reconnaissent plus facilement, tout en les distinguant des autres formes. Ce moyen original implique donc beaucoup de choses :
- il clarifie le sens social du langage ;
- il développe le sens juste de la propriété ;
- il habitue à la précision et il élargit le champ de ses intérêts, puisqu'à chaque marque, il paie l'objet représenté concrètement et il l'inclut dans le matériel didactique.

## La figure de l'éducatrice
À partir du moment où la méthode vise avant tout à la formation de l'enfant, plutôt qu'à une éducation précoce, une nouvelle figure de l'enseignant se dessine alors : l'éducatrice. Elle est appelée ainsi pour souligner le fait que son activité est essentiellement orientée vers la sphère affective et éducative, et non vers l'enseignement. De plus, selon les sœurs Agazzi, l'activité de l'éducateur s'apparente à un apostolat : l'éducateur doit posséder une véritable vocation à éduquer, puisqu'il ne suffit pas de posséder une préparation psychologique : il faut savoir traduire sa connaissance en un travail éducatif imprégné d' esprit d'initiative, d'organisation, de sensibilité et d'amour maternel.
En 1991, le terme d'éducateur sera remplacé par celui d'« enseignant ».